# 武酒
武酒是甘肅武威出产的一系列浓香型白酒和苹果酒，源于1953年成立的武威酒厂，其产品凉都牌、雷台牌和松鹿牌各种白酒于当地曾广受欢迎。2013年被甘肃普康酒业集团有限公司收购。现有产品为凉国春系列酱香型白酒、雷台和坛藏系列浓香型白酒和苹果酒等，为中华老字号。